# Dolomedes huttoni
Dolomedes huttoni är en spindelart som beskrevs av Henry Roughton Hogg 1908. Dolomedes huttoni ingår i släktet Dolomedes och familjen vårdnätsspindlar. Inga underarter finns listade i Catalogue of Life.